# Тасорело (Ђенова)
Тасорело је насеље у Италији у округу Ђенова, региону Лигурија.
Према процени из 2011. у насељу је живело 26 становника. Насеље се налази на надморској висини од 553 м.